# Bez doteku
Bez doteku je debutový film Matěje Chlupáčka z roku 2013, který k sobě přizval i druhého režiséra specializujícího se na práci s herci Michala Samira. Film by měl vyprávět o dospívající problémové Jolaně, která si vysní lepší skutečnost.
Píseň Knowing nazpívala Kateřina Winterová.
Film v roce 2013 v českých kinech vidělo 5 440 diváků.

## Obsazení
| Tereza Vítů        | Jolana             |
| Adrian Jastraban   |                    |
| Marian Roden       | otčím Jolany       |
| Petra Lustigová    |                    |
| Jan Komínek        |                    |
| Marika Šoposká     |                    |
| Ondřej Malý        | majitel nevěstince |
| Hana Vagnerová     |                    |
| Kateřina Winterová |                    |
| Kryštof Hádek      |                    |
| Jiří Kocman        |                    |

## Recenze
- Mirka Spáčilová, iDNES.cz 28. března 2013
- František Fuka, FFFilm 27. března 2013